# Bình Trọng
Bình Trọng, tên đầy đủ là Trần Bình Trọng (sinh ngày 25 tháng 11 năm 1973), là một đạo diễn và diễn viên hài miền Bắc. Anh là đạo diễn của 2 series phim hài Đại gia chân đất và Làng ế vợ thường được phát hành vào dịp Tết Nguyên đán nhiều năm nay.

## Tiểu sử
Trần Bình Trọng là con trai của NSND Trần Nhượng - được biết tới là 1 trong số những nghệ sĩ kịch gạo cội của Việt Nam. Chính vì sinh ra trong một gia đình có cha làm nghệ thuật nên đã tạo tiền đề cho anh trở thành một người nghệ sĩ, khi còn mới 5 tuổi anh đã trở thành một diễn viên nhí.
Mặc dù từ nhỏ anh đã xác định là không theo con đường nghệ thuật giống bố tuy vậy cái nghiệp diễn như kiểu cha truyền con nối bám lấy anh. Khi còn là sinh viên Đại học của trường Đại học Văn hóa, anh xin làm chân trợ lý đạo diễn để có thêm thu nhập cho bản thân. Nhờ vào sự nhanh nhẹn, hoạt bát, anh được các đạo diễn và mọi người quý mến, có những lúc do thiếu diễn viên anh làm diễn viên bất đắc dĩ.
Ban đầu anh chỉ nghĩ đó là nghề tay trái của anh nhưng sau khi đi làm thành quen rồi anh yêu nghề từ lúc nào không biết. Tấm bằng Đại học Văn hóa anh không sử dụng mà theo chân các đoàn làm phim. Những ngày đầu vào nghề anh chỉ là với những vai diễn kiểu hài kịch tuy vậy nhờ những vai diễn đó mà đã tạo nên tên tuổi cho Bình Trọng như bây giờ.
Nói về con trai với sự khiêm nhường và cẩn trọng, NSND Trần Nhượng kể, “Bình Trọng không được học về kỹ thuật biểu diễn, cậu ấy diễn xuất hoàn toàn là năng khiếu, tự nhiên. Tôi vẫn khuyên cậu ấy nên học thêm, ngoài việc học về quản lý trong ngành Văn hóa, còn nên học thêm về kỹ thuật biểu diễn, để diễn có chiều sâu hơn”

## Sự nghiệp
Trong sự nghiệp của mình, Trần Bình Trọng được phong là “Vua vai phụ” khi xuất hiện nhiều trên các phim truyền hình, phim hài, Táo Quân,... Hầu hết các vai diễn của Bình Trọng thường là những vai anh nông dân quê mùa, nhí nhố, lấc cấc hay vào những vai lưu manh, những kẻ gian xảo,...
Những vai diễn gấy ấn tượng mạnh mẽ của Bình Trọng trong lòng khán giả phải kể đến như: Đại gia chân đất, Túng tiền tiến tùng, Làng ế vợ,…
Dù gương mặt và ngoại hình nhỏ nhắn nhưng ở ngoài đời anh là một nghệ sĩ đa tài, ngoài việc là một diễn viên anh còn đảm nhận khá nhiều vai trò như đạo diễn, biên kịch, tổ chức sản xuất, và là giám đốc của hãng phim Bình Minh do anh sáng lập và điều hành. Nhìn chung, từ ngoại hình cho tới tính cách của đạo diễn Trần Bình Trọng đều toát lên vẻ gần gũi, mộc mạc. Anh được xem là đạo diễn "nông dân" nhất Việt Nam.
Nhắc đến con trai Bình Trọng, NSND Trần Nhượng chia sẻ, “Điều có thể dễ nhận ra nhất ở Bình Trọng là tình yêu và niềm đam mê nghệ thuật. Cậu ấy là người rất tự lực. Đã tự mày mò, cố gắng, nỗ lực để tìm đường đi cho bản thân. Và đến bây giờ, cậu ấy đã bước đầu để lại được một số ấn tượng cho khán giả…”.

## Một số tiểu phẩm/phim hài nổi bật
Danh sách này không đầy đủ, bạn cũng có thể giúp mở rộng danh sách.
| Hài Tết năm     | Tiểu phẩm/phim hài               | Vai trò            | Hãng phát hành       |
| --------------- | -------------------------------- | ------------------ | -------------------- |
| 2000–2007       | Gặp nhau cuối tuần               | Diễn viên          | VFC                  |
| 2007            | Tửu sắc                          | Diễn viên          | Nghe nhìn Thăng Long |
| 2006, 2008–2012 | Gặp nhau cuối năm                | Thiên Lôi          | VFC                  |
| 2008            | Bức tượng                        | Diễn viên          | Nghe nhìn Thăng Long |
| 2010            | Xông nhà                         | Diễn viên          | Nghe nhìn Thăng Long |
| 2011            | Đại gia chân đất                 | Đạo diễn/Diễn viên | Hãng Phim Bình Minh  |
| 2012            | Đại gia chân đất 2               | Đạo diễn/Diễn viên | Hãng Phim Bình Minh  |
| 2013            | Đại gia chân đất 3               | Đạo diễn/Diễn viên | Hãng Phim Bình Minh  |
| 2014            | Đại gia chân đất 4               | Đạo diễn/Diễn viên | Hãng Phim Bình Minh  |
| 2015            | Đại gia chân đất 5               | Đạo diễn/Diễn viên | Hãng Phim Bình Minh  |
| 2015            | Làng ế vợ                        | Đạo diễn/Diễn viên | Hãng Phim Bình Minh  |
| 2016            | Đại gia chân đất 6               | Đạo diễn/Diễn viên | Hãng Phim Bình Minh  |
| 2016            | Làng ế vợ 2                      | Đạo diễn/Diễn viên | Hãng Phim Bình Minh  |
| 2016            | Phong thủy đại chiến             | Đạo diễn/Diễn viên | Hãng Phim Bình Minh  |
| 2016            | Râu ơi vểnh ra                   | Đạo diễn/Diễn viên | Hãng Phim Bình Minh  |
| 2016            | Kén rể                           | Đạo diễn/Diễn viên | Hãng Phim Bình Minh  |
| 2016            | Tiến tùng túng tiền              | Đạo diễn/Diễn viên | Hãng Phim Bình Minh  |
| 2016            | Người bệnh con bệnh              | Đạo diễn/Diễn viên | Hãng Phim Bình Minh  |
| 2016            | Tôi đi tìm tôi                   | Đạo diễn           | Hãng Phim Bình Minh  |
| 2016            | Quan tham                        | Đạo diễn           | Hãng Phim Bình Minh  |
| 2017            | Đại gia chân đất 7               | Đạo diễn/diễn viên | Hãng Phim Bình Minh  |
| 2017            | Làng ế vợ 3                      | Đạo diễn/diễn viên | Hãng Phim Bình Minh  |
| 2017            | Băng đảng sợ vợ                  | Đạo diễn/diễn viên | Hãng Phim Bình Minh  |
| 2017            | Rể cao hơn nồi                   | Đạo diễn/diễn viên | Hãng Phim Bình Minh  |
| 2017            | Hiệp hội sợ vợ                   | Đạo diễn/diễn viên | Hãng Phim Bình Minh  |
| 2017            | Đại gia võ mồm                   | Đạo diễn           | Hãng Phim Bình Minh  |
| 2017            | Cô vợ sư tử                      | Đạo diễn           | Hãng Phim Bình Minh  |
| 2017            | Sỹ diễn                          | Đạo diễn           | Hãng Phim Bình Minh  |
| 2018            | Đại gia chân đất 8               | Đạo diễn/diễn viên | Hãng Phim Bình Minh  |
| 2018            | Làng ế vợ 4                      | Đạo diễn/diễn viên | Hãng Phim Bình Minh  |
| 2018            | Tán gái cho bố                   | Đạo diễn/diễn viên | Hãng Phim Bình Minh  |
| 2018            | Tán gái cho con                  | Đạo diễn           | Hãng Phim Bình Minh  |
| 2018            | Cô vợ trẻ                        | Đạo diễn           | Hãng Phim Bình Minh  |
| 2018            | Kén rể ngoại                     | Đạo diễn           | Hãng Phim Bình Minh  |
| 2018            | Trai nghèo vượt khó              | Đạo diễn           | Hãng Phim Bình Minh  |
| 2019            | Đại gia chân đất 9               | Đạo diễn/diễn viên | Hãng Phim Bình Minh  |
| 2019            | Làng ế vợ 5                      | Đạo diễn/diễn viên | Hãng Phim Bình Minh  |
| 2019            | Thằng hầu con hạ                 | Đạo diễn/diễn viên | Hãng Phim Bình Minh  |
| 2019            | Trâu Đầm                         | Đạo diễn/diễn viên | Hãng Phim Bình Minh  |
| 2019            | Biệt đội siêu ăn hại             | Đạo diễn/diễn viên | Hãng Phim Bình Minh  |
| 2019            | Hội thánh Đức chúa trời          | Đạo diễn/diễn viên | Hãng Phim Bình Minh  |
| 2019            | Mát gần mát xa                   | Đạo diễn/diễn viên | Hãng Phim Bình Minh  |
| 2020            | Đại gia chân đất 10              | Đạo diễn/diễn viên | Hãng Phim Bình Minh  |
| 2020            | Làng ế vợ 6                      | Đạo diễn/diễn viên | Hãng Phim Bình Minh  |
| 2021            | ĐẠI GIA CHÂN ĐẤT 11 LÀNG Ế VỢ 7  | Đạo diễn/diễn viên |                      |
| 2022            | ĐẠI GIA CHÂN ĐẤT 12 LÀNG Ế VỢ 8  | Đạo diễn/diễn viên |                      |
| 2023            | ĐẠI GIA CHÂN ĐẤT 13 LÀNG Ế VỢ 9  | Đạo diễn/diễn viên |                      |
| 2024            | ĐẠI GIA CHÂN ĐẤT 14 LÀNG Ế VỢ 10 | Đạo diễn/diễn viên |                      |

### Điện ảnh
- Tết này ai đến xông nhà - Thanh niên ở trạm xăng

### Phim truyền hình
- Xin hãy tin em (1997)
- Gió làng Kình (2008)
- Con đường sáng (2008 - vai trò tuyển diễn viên cùng Nguyễn Văn Lượng)
- Bước nhảy xì tin (2009)
- Gái già xì tin (2013)

## Cuộc sống đời tư
Bà xã của đạo diễn, diễn viên Trần Bình Trọng tên Nguyễn Thị Thu Phương, sinh năm 1982. Cả hai gặp nhau lần đầu khi Thu Phương tham gia cuộc thi Hoa hậu Hải Dương năm 2002. Khi đó, Bình Trọng được làm việc với các thí sinh trong vòng chung kết.
Sau này hai người đã có lần gặp gỡ bất ngờ khi đi trên đường, duyên số đưa đẩy nên bắt đầu quen biết nhau. Ngày nhận lời yêu Bình Trọng, Thu Phương mới là cô sinh viên năm thứ nhất Đại học Luật Hà Nội. Sau 4 năm yêu nhau, họ quyết định về chung một nhà khi cô vừa tốt nghiệp được vài tháng vào năm 2005.
Những năm đầu của hôn nhân, vợ chồng Bình Trọng - Thu Phương gặp nhiều khó khăn về kinh tế nhưng anh lúc nào cũng chiều chuộng vợ. Trong mắt Thu Phương, ông xã là người ân cần, tâm lý, rất đảm đang và không nề hà bất kỳ công việc nào trong gia đình.
Bình Trọng và Thu Phương hiện đã có ba con chung - hai con trai và một con gái. Anh còn có một cô em gái, tên Trần Hoàng Anh Phương, là một diễn viên.

## Liên kết
- Trang fanpage chính thức của Bình Trọng